# Томе
Томе (яп. 登米市 Томэ-си) — город в Японии, находящийся в префектуре Мияги. Площадь города составляет 536,38 км², население — 83 794 человека (31 июля 2014), плотность населения — 156,22 чел./км².

## Географическое положение
Город расположен на острове Хонсю в префектуре Мияги региона Тохоку. С ним граничат города Исиномаки, Курихара, Осаки, Кесеннума, Итиносеки и посёлки Вакуя, Минамисанрику, Фудзисава.

## Население
Население города составляет 83 794 человека (31 июля 2014), а плотность — 156,22 чел./км². Изменение численности населения с 1980 по 2005 годы:
| 1980 | 98 568 чел. |  |
| 1985 | 99 182 чел. |  |
| 1990 | 98 231 чел. |  |
| 1995 | 96 832 чел. |  |
| 2000 | 93 769 чел. |  |
| 2005 | 89 316 чел. |  |